# DoggoLingo

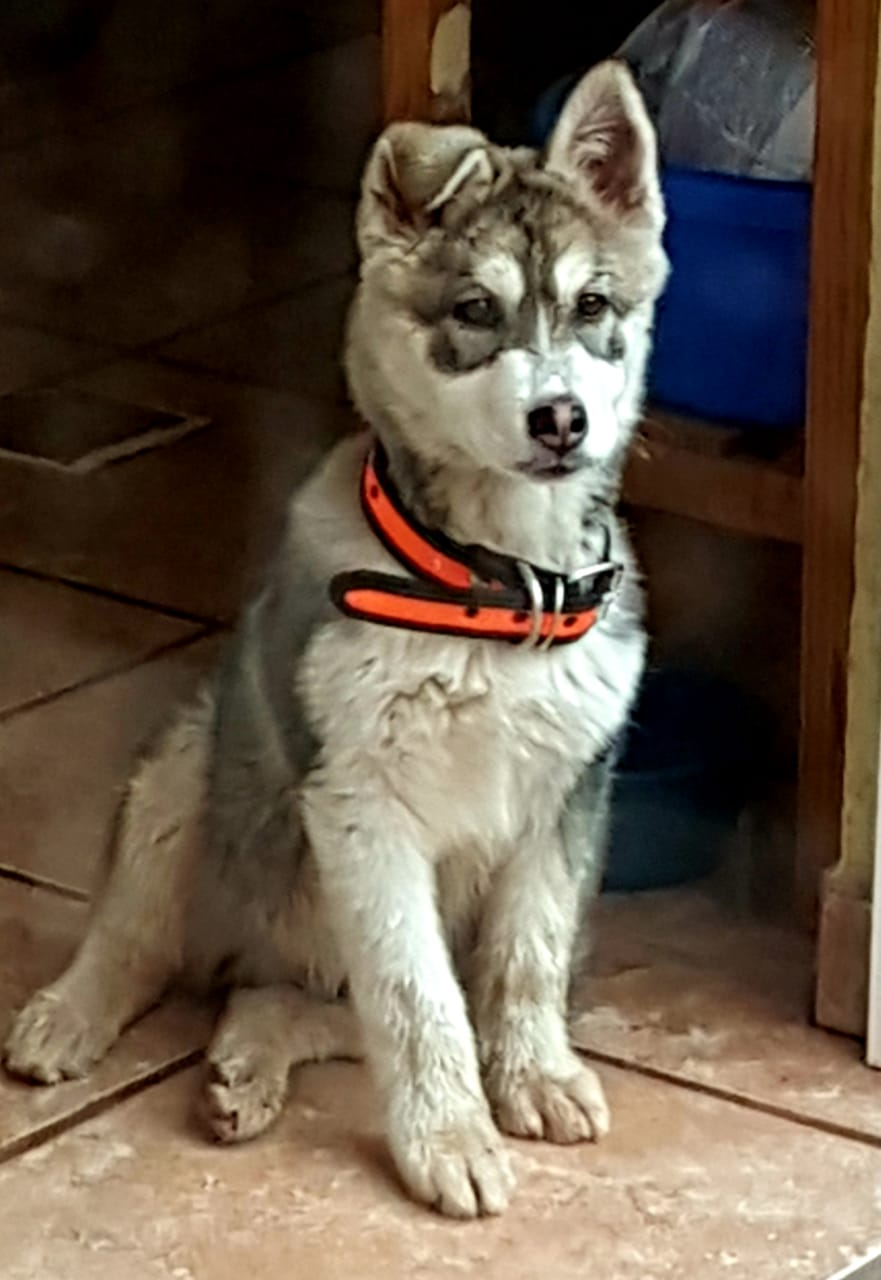
Um cachorro é comumente chamado de "doggo" em DoggoLingo.

DoggoLingo é uma linguagem da Internet que surgiu na década de 2010, combinando palavras transformadas, léxico de memes e onomatopeias. Considerada o "idioma" dos próprios cães, DoggoLingo é apresentada como uma representação dos pensamentos de um canino. Elyse Graham, professora assistente da Stony Brook University, descreve essa linguagem como "otimista, alegre e despretensiosamente amigável".

## Uso e estrutura
DoggoLingo acrescenta diversos sufixos diminutivos, como "-o", "-er" e "-ino", a palavras em inglês (por exemplo, dog / cachorro se transforma em "doggo" e pup / filhote em "pupper"). A linguagem também cria novas palavras a partir dessas modificações, como "pupper" que pode se transformar em "pupperino". Além disso, DoggoLingo faz uso intenso de onomatopeias, com termos como "mlem" ou "blep" para descrever o ato de um cachorro mostrar a língua ou outras expressões faciais.
Segue um estilo rudimentar na criação de verbos e adjetivos. Por exemplo, em vez de usar particípios presentes com o falante como objeto, utiliza-se doin me a, como em "doin me a scare" (que significa "me assustando"). Nos adjetivos, heckin é usado no lugar de modificadores de grau, como "extremamente". Além disso, "heck" é frequentemente usado como uma forma mais leve de expressar palavrões.
Algumas palavras também derivam de grafias alternativas do inglês, como "fren", que significa friend / amigo. Em 2023, um analista do Southern Poverty Law Center observou que o termo "fren" foi adotado pela extrema direita online como uma autodescrição intencionalmente "inocente" e em "linguagem de bebê", sendo utilizado como um acrônimo para "etnonacionalista de extrema direita".

## Origem
DoggoLingo surgiu na década de 2010 e foi popularizada por várias contas de mídia social, como WeRateDogs no Twitter e Dogspotting no Facebook, além de fóruns e sites de imageboard como 4chan, Reddit e Tumblr. Essas plataformas ajudaram a difundir o uso da linguagem, consistentemente apresentando conteúdo que a utilizava. Em 2014, a conta Dogspotting no Facebook ganhou destaque, especialmente na Austrália, onde a adição de "-o" ao final das palavras é uma característica comum da gíria local. O uso do DoggoLingo atingiu seu auge por volta de 2017.
A linguista Gretchen McCulloch descreveu DoggoLingo como uma linguagem que incorpora a forma como as pessoas naturalmente se dirigem aos seus animais de estimação. Ela também observou que essa linguagem é usada por pessoas falando como elas mesmas online, em contraste com a tendência do "lolcat" dos anos 2000, onde imagens de gatos eram legendadas como se o próprio gato estivesse falando.

## Outros animais
No DoggoLingo, muitos animais recebem nomes diferentes: por exemplo, uma cobra pode ser chamada de "snek" ou "danger noodle", um humano é referido como "hooman", e um pássaro é chamado de "birb". Aves especialmente gordas ou arredondadas são conhecidas como "borbs", enquanto aquelas com penas fofas são chamadas de "floofs".
| Palavra             | Significado                                                              |
| ------------------- | ------------------------------------------------------------------------ |
| Doggo               | Cachorro                                                                 |
| Fluffer             | Cachorro de pelagem espessa                                              |
| Floof / Floofer     | Cachorro com uma pelagem muito espessa                                   |
| Pupper              | Canino jovem                                                             |
| Pupperino           | Filhote                                                                  |
| Woofer              | Cão de grande porte                                                      |
| Snoot               | Focinho                                                                  |
| Bork                | Latido                                                                   |
| Boof                | Latido baixo                                                             |
| Woof                | Uivo                                                                     |
| Blep                | A ponta da língua está para fora da boca                                 |
| Blop                | A língua está parcialmente fora da boca                                  |
| Mlem                | Quando um cachorro lambe o nariz                                         |
| Hooman              | Humano                                                                   |
| Fren                | Amigo                                                                    |
| Heckin              | Extremamente                                                             |
| Esuse me            | Desculpe-me                                                              |
| Doin me a           | Ação realizada em 1ª pessoa                                              |
| Stahp               | Pare                                                                     |
| Smol                | Pequeno                                                                  |
| Birb                | Pássaro                                                                  |
| Bol                 | Bola                                                                     |
| Caid / Cade / Catto | Gato                                                                     |
| Snek                | Cobra                                                                    |
| Chimkem             | Galinha                                                                  |
| Hampter             | Hamster                                                                  |
| Treato              | Petisco                                                                  |
| Gib                 | Dar                                                                      |
| Shoob / Cloud       | Samoieda                                                                 |
| Corgo               | Corgi                                                                    |
| Shibe               | Shiba Inu                                                                |
| Bepis               | Pepsi                                                                    |
| Conk                | Coca-Cola                                                                |
| Spront              | Sprite                                                                   |
| Henlo               | Olá                                                                      |
| Happ                | Feliz                                                                    |
| Hav                 | Ter                                                                      |
| Guis                | Pessoal                                                                  |
| Porker              | Porco                                                                    |
| Puggerino / Puggo   | Pug                                                                      |
| Sploot              | Quando um cão está deitado de bruços com as patas traseiras esparramadas |
| Chonk / Chonker     | Cachorro acima do peso                                                   |
| Scritch Scrotch     | Coçar                                                                    |
| Wuv                 | Amor                                                                     |
| Kshh                | Queda d'água                                                             |
| Bamboozle           | Ludibriar                                                                |
| Bootyful            | Bonito                                                                   |
| Tippy Taps          | Dancinha feliz                                                           |
| Toe Beans           | Almofadinhas nas patas de um cachorro                                    |
| Ween                | Dachshund                                                                |
| Wink Wonk           | Piscadela                                                                |
| Strawboober         | Morango                                                                  |
| Stonk               | Êxito                                                                    |